# Doug Edwards
Pour les articles homonymes, voir Edwards.
Douglas « Doug » Edwards, né le 21 janvier 1971 à Miami en Floride, est un ancien joueur américain de basket-ball. Il évoluait au poste d'ailier.